# 中原城市領先指數
中原城市領先指數（英文：Centa-City Leading Index）是一個反映香港私人住宅物業價格的指數，作為香港地產市場變動趨勢的參考指標。指數由中原地產及香港城市大學商學院管理科學系編制，數據取自香港一百個大型屋苑的二手成交，逢星期五公佈一次。

## 成份屋苑
以下為2023年3月成份屋苑。

### 香港島
- 太古城
- 海怡半島
- 杏花邨
- 康怡花園
- 南豐新邨
- 藍灣半島
- 置富花園
- 貝沙灣
- 鯉景灣
- 嘉亨灣
- 寶翠園
- 城市花園
- 香港仔中心
- 囍匯
- 碧瑤灣
- 帝華庭
- 泓都
- 光明臺
- 嘉輝花園
- 深灣軒
- 尚翹峰
- 和富中心
- 學士臺
- 縉城峰
- 聚賢居
- 翰林軒
- 逸濤灣
- 陽明山莊
- 雍景臺
- 嘉雲臺
- 港運城
- 嘉薈軒
- 比華利山
- 賽西湖大廈
- 會展中心會景閣
- 地利根德閣
- 禮頓山
- 帝景園
- 嘉富麗苑

### 九龍
（包含將軍澳新市鎮屋苑^）
- 美孚新邨
- 黃埔花園
- 新都城^
- 維景灣畔^
- 麗港城
- 將軍澳中心^
- 淘大花園
- 港灣豪庭
- 宇晴軒
- 德福花園
- 昇悅居
- 海逸豪園
- 柏景灣
- 匯景花園
- 泓景臺
- 得寶花園
- 新寶城^
- 海濱南岸
- 傲雲峰
- 黃埔新邨
- 翔龍灣
- 浪澄灣
- 維港灣
- 東港城^
- 又一居
- 君匯港
- 星河明居
- 譽‧港灣
- 擎天半島
- 曼克頓山
- 現崇山
- 漾日居
- 港景峰
- 凱旋門
- 帝峰皇殿
- 君頤峰
- 半山壹號
- 畢架山一號

### 新界東
（不包含將軍澳新市鎮屋苑）
- 名城
- 沙田中心
- 河畔花園
- 富豪花園
- 沙田第一城
- 帝堡城
- 御龍山
- 銀禧花園
- 駿景園
- 海典灣
- 聽濤雅苑
- 海柏花園
- 新港城
- 馬鞍山中心
- 雅典居
- 翠擁華庭
- 新峰花園
- 大埔中心
- 太湖花園
- 牽晴間
- 花都廣場
- 粉嶺中心
- 帝庭軒 / 御庭軒
- 御皇庭
- 上水中心
- 皇府山

### 新界西
- 華景山莊
- 綠楊新邨
- 愉景新城
- 爵悅庭
- 海濱花園
- 荃威花園
- 麗城花園
- 碧堤半島
- 麗都花園
- 浪翠園
- 香港黃金海岸
- 邁亞美海灣
- 海翠花園
- 新屯門中心
- 屯門市廣場
- 大興花園
- 豫豐花園
- 蝶翠峰
- Yoho Town
- 新元朗中心
- 采葉庭
- 嘉湖山莊
- 栢慧豪園 / 豪廷
- 美景花園
- 翠怡花園
- 青怡花園
- 盈翠半島
- 映灣園
- 藍天海岸
- 珀麗灣

## 歷年走勢
指數於1997年7月時定為100點，香港樓市不久因亞洲金融風暴和八萬五計劃掉頭回落，跌至2003年8月的31.77歷史低位 (6年下跌71.16%，或 蒸發223.98%升幅)，至2012年5月才突破1997年高位 (用了9年收復失地)，往後直升至2021年8月的191.34歷史最高位 (由2012年用了9年上升87.99%，或由2003年用了18年上升502.26%)。
| 發表日期                   | 指數   | 資料來源及備注            |
| -------------------------- | ------ | ------------------------- |
| 1997年7月1日               | 100    | 指數的基數                |
| 1997年10月19日（記錄日期） | 102.93 | 2012年5月以前的歷史高位   |
| 2003年8月10日（記錄日期）  | 031.77 | 歷史最低位                |
| 2011年6月10日              | 100.72 | 1997年之後第一次突破100點 |
| 2012年5月18日              | 103.35 | 首次突破1997年高位        |
| 2016年12月30日             | 146.30 | [ 6 ]                     |
| 2017年6月30日              | 160.26 | 梁振英任期屆滿            |
| 2018年8月17日              | 188.64 | 截至2018年8月的歷史最高位 |
| 2019年7月5日               | 190.48 | [ 9 ]                     |
| 2021年8月8日               | 191.34 | 歷史最高位                |
| 2022年7月17日              | 179.85 | 正式失守180點, 跌浪加速   |
| 2022年12月18日             | 156.37 | 疫情通關前最低位          |
| 2023年4月9日               | 168.4  | 疫情通關後小陽春最高位    |
| 2024年3月10日              | 143.02 | 全面撤辣前最低位          |
| 2024年3月31日              | 147.08 | 全面撤辣後最高位          |
| 2024年9月2日               | 136.66 | 停留在約136點橫行         |

## 外部連結
- 中原城市領先指數（页面存档备份，存于）